# Ribes stenocarpum
Ribes stenocarpum är en ripsväxtart som beskrevs av Carl Maximowicz. Ribes stenocarpum ingår i släktet ripsar, och familjen ripsväxter. Inga underarter finns listade i Catalogue of Life.